# Орден Печати Соломона

Орден Печати Соломона

Орден Печати Соломона — эфиопский династический орден, который до учреждения ордена Соломона был высшей наградой Эфиопской империи, а затем занял второе место в имперской системе наград.

## История
Орден печати Соломона был создан как рыцарский орден в 1874 году императором Иоанном IV Эфиопским в память Соломоновой династии и для награждения тех людей, которые отличились чрезвычайными заслугами в пользу Эфиопской империи.
Соломонова династия, бывший императорский дом Эфиопии, утверждала, что происходит от царя Соломона и царицы Савской как предков императора Менелика I, в результате визита царицы Савской в Иерусалим. Поэтому Орден изображал печать основателя династии.
Сначала орден имел шесть классов. Позже высший из них стал независимым орденом после реформы, проведенной императором Хайле Селассие в 1930 году под названием орден Соломона. В новой системе Орден Печати Соломона занял второе место.
После падения Империи, в 1974 году стал династическим орденом.